# Suicide Vampire

Suicide Vampire est le quatrième album du groupe de black metal symphonique italien Theatres des Vampires. Il fait surface durant l'année 2002, et un clip sera réalisé la même année pour la chanson "Lilith Mater Inferorum".

## Titres
1. Theatre Of Horrors - 04:06
2. Lilith Mater Inferorum - 03:45
3. La Danse Macabre Du Vampire - 03:39
4. Queen Of The Damned - 04:19
5. Bloodlust - 04:32
6. TenebraDentro - 04:29
7. Suicide Vampire - 05:48
8. Il Vampiro - 04:25
9. Der Makabere Tanz Des Vampires (German Version) - 03:42
10. Enthrone The Dark Angel (Version 2002) - 03:17